# Mönjelilja
Mönjelilja eller klivia (Clivia miniata) är en växt inom mönjeliljesläktet och familjen amaryllisväxter. Mönjeliljans brett remformade, glänsade, mörkgröna blad sitter samlade i en tvåsidig rosett och är lätt bågformade. Det finns även sorter med randigt grönvita blad.
Dess blommor är trattformade och sitter tätt samlade i toppen av en grov, grön stängel som kan bli upp till 30 centimeter hög. Den ursprungliga färgen hos mönjeliljornas blommor är mönjeröd med ett gult svalg, men numer finns det även hybrider med olika röda och gula nyanser. Omfånget hos denna växt kan bli mycket stort med åren och tillhör kategorin krukväxter som kan bli många år gamla. Rötterna är köttiga och ganska tjocka, runt fem till sju millimeter. Efter ett antal år så bildas det en mängd sidoskott som kan användas vid förökning.
Arten är lätt att skilja från andra arter i släktet genom sina upprätta, trattlika blommor. De övriga arterna har hängande, mer eller mindre rörlika blommor.
Det vetenskapliga namnet Clivia är namnsatt efter den brittiska hertiginnan av Northumberland Charlotte Percy, hertiginna av Northumberland som var drottning Victorias guvernant. Det sägs att hon har odlat flera arter av Clivia på sin egendom Almwick där de blommade för första gången i "fångenskap". Miniata betyder mönjefärgad; se färgprov och etymologi vid Blyoxid.

## Förekomst
Mönjelilja härstammar ursprungligen från KwaZulu-Natal i sydöstra Afrika.

## Odling

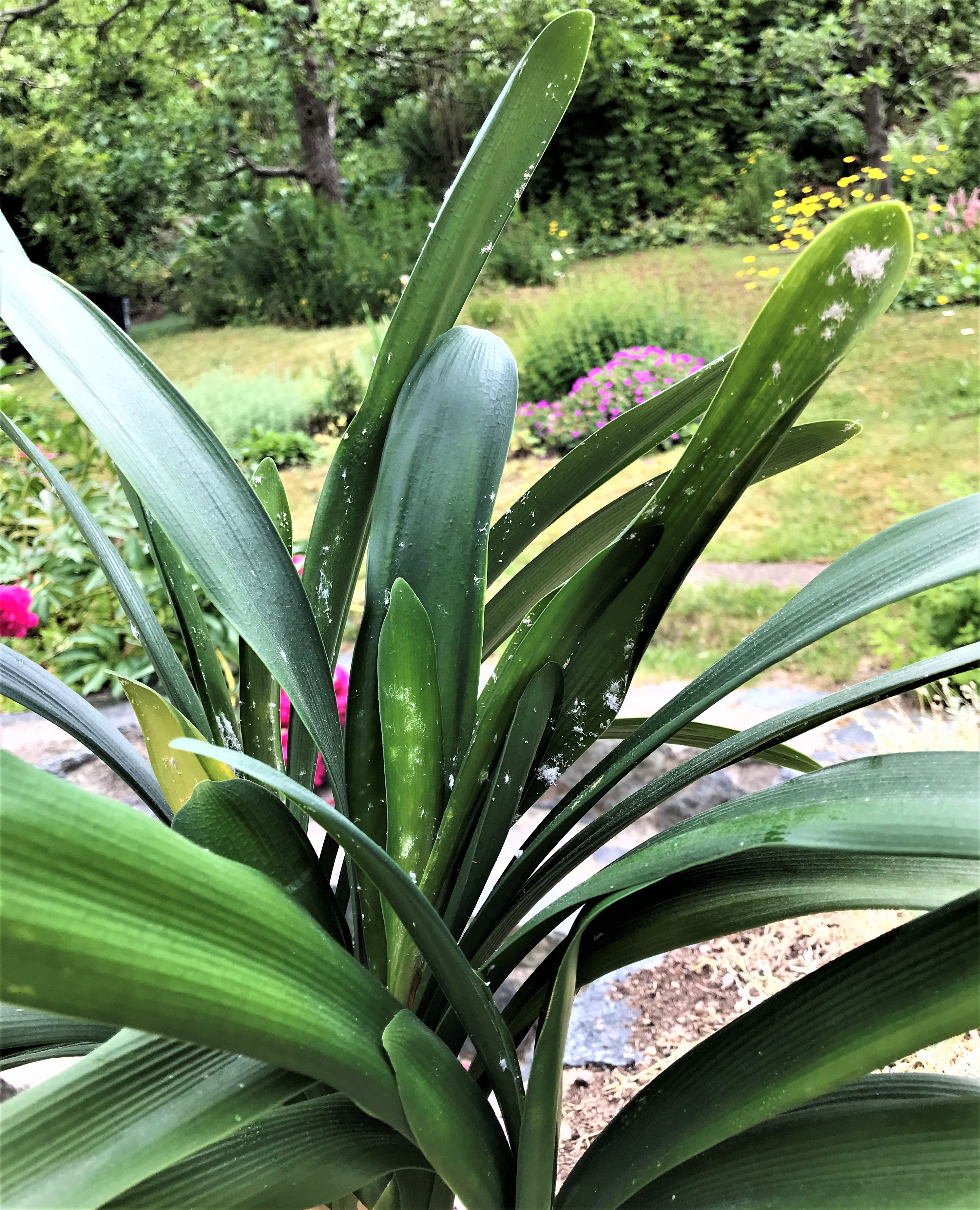
Mönjelilja drabbad av ullöss

Mönjelilja trivs bäst i öster- eller västerfönster och tål inte stark vår- och sommarsol när den är som starkast. Söderfönster passar mycket bra under vintern. Från februari vattnas växten rikligare och ökningen bör ske stegvis, men låter alltid krukan torka upp mellan vattningarna. Ett tips är att inte öka vattentillförseln mycket förrän blomstängeln är cirka 15 centimeter lång. Det kan annars hända att den stannar kvar nere i bladrosetten och blommar nere mellan bladen. I september eller oktober minskas bevattingen till en nivå som under vintern övergår till mycket sparsamt, men aldrig så lite så att bladen skrumpnar ihop. Detta är trots allt en suckulent växt som klarar en torrperiod utan större skador. Från vår till höst ges ett tillskott av krukväxtnäring en gång i veckan, men under vintern tillförs ingen näring alls. Bästa temperaturen under större delen av året är runt 20 °C, men under vintern ska det helst inte vara mer än cirka 10-15 °C. Visst överlever den normal rumstemperatur även under vintern, men det är risk att det har negativ inverkan på blomningen. Efter blomningen, på försommaren, är det dags för omplantering. Mönjeliljan har ett kraftigt rotsystem, som kan beskäras så att åtminstone en tredjedel av rötterna tas bort. Se då också till att avlägsna alla skadade rötter innan plantan sätts i ny jord igen. Växten kan med fördel placeras utomhus om sommaren, på en skyddad och halvskuggig plats. Mönjeliljan kan bland annat förökas med frön, men det enklaste sättet är att plantera de sidoskott som så småningom utvecklas. Dessa tas försiktigt loss från moderplantan så att så mycket som möjligt av rötterna följer med, och detta görs lämpligen i samband med omplantering.
Ullsköldlöss är ohyra som vanligtvis kan angripa mönjeliljan, i synnerhet gäller det plantor som står varmt under vintern.

## Giftighet
Denna växt är giftig och om man får i sig stora mängder av växten kan det ge förgiftningssymptom i form av kräkningar, diarré, svettning och andningssvårigheter. Då det är rötterna som är giftiga så är det inte direkt inbjudande till förtäring.

## Sorter av mönjelija
Kommersiellt odlas vanligtvis tidigblommande frö-serier. Utmärkande är att det är relativt små plantor jämfört med en del äldre sorter. Idag sker den största förädlingen i Japan och Sydafrika, där Clivia-odling åter kommit på modet.
Många sortnamn representerar snarare grupper med liknande utseende än egentliga frö- eller klonsorter.
- 'Aurea' - ursprungligen en Australisk sort med gräddgula blommor med breda blomblad. Numera hittar man alla typer av gula mönjeliljor under detta namn.
- 'Belgian' ('Belgian Hybrid') - en storvuxen frösort med korta och upp till 10 cm breda blad. Blommor ofta tulpanformade, orange med gult svalg. De flesta europeiska mönjeliljor härstammar från denna sort.
- 'Jules Burvenich' - har strimmiga blad i grönt och gräddvitt.
- 'Citrina' - ursprungligen en sort med ljusgula, smala blomblad och gult svalg. Upptäcktes i Sydafrika 1911. Namnet används numera om flertalet ljusgula kloner.
- 'Grandiflora' - namnet används om bredbladiga plantor med stora, eldröda blommor med gult svalg.
- 'Striata' - har strimmiga blad.

## Synonymer
- Clivia sulphurea Laing
- Clivia miniata var. citrina W.Watson
- Clivia miniata var. flava E.Phillips
- Himantophyllum atrosanguineum F.N.Williams
- Himantophyllum miniatum (Lindl.) Groenl.
- Imantophyllum atrosanguineum F.N.Williams
- Imantophyllum miniatum (Lindl.) Hook.
- Vallota miniata Lindl.